# Caryophyllia diomedeae
Caryophyllia diomedeae är en korallart som beskrevs av Marenzeller 1904. Caryophyllia diomedeae ingår i släktet Caryophyllia och familjen Caryophylliidae. Inga underarter finns listade i Catalogue of Life.